# کدورت شیشه مات

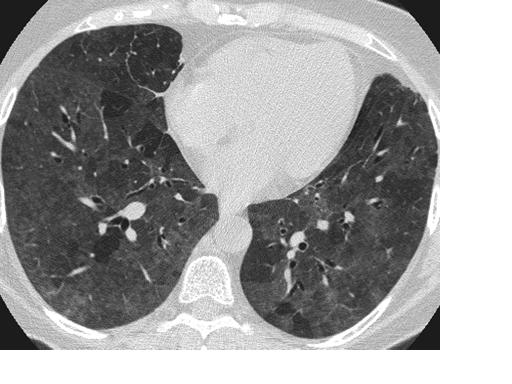
سی‌تی اسکن با وضوح بالا: افزایش تراکم در مناطق گراند گلس و به دام افتادن هوا در لوب‌های پایین در بیماران مبتلا به پنومونیت ازدیاد حساسیت.

در رادیولوژی، نمای گراند گلاس یا کدورت شیشهٔ مات (به انگلیسی: Ground-glass opacity) یک یافتهٔ غیراختصاصی در سی‌تی اسکن است که به شکل یک کدورت مه‌آلود خود را نشان می‌دهد و ساختارهای زیرین خود، برونش‌ها و عروق ریوی، را نامشخص نمی‌سازد. این نما نشان‌دهندهٔ پرشدگی قسمتی از فضاهای هوایی ریه‌ها توسط اگزودا یا ترانسودا است، همچنین می‌تواند به‌دنبال ضخیم‌شدگی بینابینی ریه‌ها یا بر روی هم خوابیدن بخشی از کیسه‌های هوایی ریه نیز ایجاد گردد. : 95 

## تشخیص‌های افتراقی
تشخیص افتراقی نمای گراند گلاس شامل این موارد است: ورم ریوی، عفونت‌ها (از جمله کروناویروس سندرم حاد تنفسی ۲، سیتومگالوویروس و پنومونی پنوموسیسیتیس جیرووسی)، انواع بیماری‌های غیر عفونی بینابینی ریه (مانند پنومونیت ازدیاد حساسیت، سندرم هامان-ریچ)، خونریزی آلوئولار منتشر و پنومونی سازمان‌یافته کریپتوژنیک.

## علامت هالهٔ معکوس
علامت هالهٔ معکوس یک کدورت شیشه-مات مرکزی است که توسط شفافیتی متراکم احاطه می‌گردد. براساس معیار تشخیص این نما، محدودهٔ شفافیت می‌بایست بیش از سه چهارم دایره را تشکیل دهد و حداقل ۲ میلیمتر ضخامت داشته باشد این نما نشانگر پنومونی سازمان‌یافته کریپتوژنیک می‌باشد اما تنها در حدود ۲۰٪ از افراد مبتلا به این بیماری دیده می‌شود. این نما همچنین می‌تواند در انفارکتوس ریه دیده شود که نشانگر خونریزی ناشی از این بیماری است، همچنین در بیماری‌های عفونی مانند پاراکوکسیدیوئیدومایکوزیس، سل، زایگومایکوزیس و آسپرژیلوزیس و همچنین در گرانولوماتوز وگنر، گرانولوماتوز لنفوماتوئید و سارکوئیدوز نیز قابل مشاهده است.